# Moviment Catalunya
Moviment Catalunya fou un moviment municipalista creat el 4 de juliol de 2014 per dissidents del la línia oficial del Partit dels Socialistes de Catalunya (PSC). La plataforma pretenia aplegar a tots aquells socialistes que assumeixin el doble compromís d'exercir el dret a decidir a favor de la consulta i el de contribuir a recuperar els valors, actituds i polítiques d'esquerres. A la reunió fundacional s'hi van aplegar crítics del PSC com Antoni Castells, Montserrat Tura, Manel Nadal, Marina Geli, Àngel Ros, Núria Ventura, Pia Bosch, Jordi Martí i Pere Albó, entre d'altres.
El 7 d'agost de 2014 anuncià la seva voluntat de concórrer amb les altres corrent crítiques escindides del PSC, com ara Nova Esquerra Catalana (NECat) i Avancem, a les eleccions municipals espanyoles de 2015.
El 22 de novembre de 2014 presentà la seva confluència amb NECat per crear una nova candidatura definida com a socialista, catalanista i sobiranista. El nou partit estava previst que es presentés oficialment en societat el 30 de novembre al Casinet d'Hostafrancs de Barcelona, i així es va fer dies després anunciant que el nom de la nova formació seria Moviment d'Esquerres (MES).
D'entrada, el nou partit no inclogué a Avancem, el corrent crític liderat per Joan Ignasi Elena, ja que posà, entre altres condicions, el requisit de baixa de militància del PSC en referència als exconsellers Geli, Tura i Castells. El 27 de novembre de 2014, Marina Geli abandonà la militància del PSC però mantingué el seu escó al Parlament de Catalunya. L'endemà, cinc dels sis regidors que mantenia el PSC a l'Ajuntament de Girona, entre ells Pia Bosch, també abandonaren el partit però mantingueren l'escó de regidor com a no adscrits, deixant únicament a la futura alcaldable Sílvia Paneque. Anteriorment, el 7 de juliol de 2014, el grup socialista d'aquesta ciutat ja havia patit la baixa d'una regidora, en aquell cas de Glòria Plana, que s'incorporà al corrent crític Avancem.